# Élections partielles québécoises de 2017
Les élections partielles québécoises de 2017 se déroulent dans 2 circonscriptions à deux dates différentes.
- L'élection partielle québécoise du 29 mai 2017, dans la circonscription de Gouin.
- L'élection partielle québécoise du 2 octobre 2017, dans la circonscription de Louis-Hébert.